# Belindia
Belindia (en portugués Belíndia) es un país ficticio, ambiguo y contradictorio, que resultaría de la conjunción de Bélgica con India, con las leyes e impuestos del primero, pequeño y rico, y con la realidad social del segundo, inmenso y pobre.
Ese término en particular fue popularizado en 1974 por el economista brasilero Edmar Lisboa Bacha, en su fábula O Rei da Belíndia, con contenido ideológico, y en donde se argumentaba que el régimen militar estaba induciendo un país dividido entre los que vivían en condiciones similares a Bélgica, y aquellos que tenían un modo de vida, en promedio, similar al de India. Con esta fábula, el autor ganó notoriedad bien antes de participar en el equipo que instituyó el Plan Real.